# Frida Vogels
Frida Vogels (Soest, 9 januari 1930) is een Nederlands schrijfster, dichter en vertaler.

## Familie
Vogels werd geboren als dochter van ir. Frederik Christiaan Matthias Vogels (1903-1971), onder andere directeur van de Telefoondienst te Amsterdam, en diens eerste echtgenote Cornelia Adriana Johanna Druyvesteyn (1907-1957), lid van de Haarlemse regentenfamilie Druyvesteyn, met wie hij tussen 1928 en 1935 getrouwd was en welk huwelijk door echtscheiding werd ontbonden.

## Letterkundige loopbaan
Vogels is de auteur van het driedelige boek De harde kern, waarvan het derde deel uit poëzie bestaat. In 1994 werd haar voor het tweede deel van dat werk de Libris Literatuur Prijs toegekend. Haar werk wordt gekenmerkt door een sterk autobiografisch karakter. In mei 2005 publiceerde ze het eerste deel van haar Dagboeken, die naar verwachting in totaal in circa zestien delen zullen verschijnen. Ze hield sinds de jaren 50 een dagboek bij. De schrijfster verschijnt niet in de media en verkoos de Libris Literatuur Prijs niet zelf in ontvangst te nemen. Ook worden er geen afbeeldingen van haar gepubliceerd. Al haar eigen werk verscheen bij uitgeverij Van Oorschot.
Vogels was gehuwd met een Italiaan en woont en werkt het grootste deel van haar leven in de Italiaanse stad Bologna. Ze vertaalde werk van Italiaanse auteurs, bijvoorbeeld Salvatore Satta, Primo Levi, Giacomo Debenedetti en Cesare Pavese.
Vogels was bevriend met onder meer collega-schrijver J.J. Voskuil, die model stond voor het personage van haar oude vriend Jacob in De harde kern. Andersom speelt Vogels ook een rol in het werk van Voskuil: ze vormde de inspiratie voor het personage Henriëtte Fagel in Voskuils werken Bij nader inzien, Het Bureau en Binnen de huid.
Van de schrijver Bert Weijde publiceerde zij een keuze van diens nagelaten werk, met als titel Onder het ijs. Ook Weijde figureert in De harde kern, als Frans. Voskuil en Weijde komen beiden voor in de gepubliceerde delen van Frida Vogels' Dagboek.
Met haar Dagboek 1977 - 1978 is het laatste deel van haar dagboeken dat gedurende haar leven zal verschijnen, verschenen. Pas na haar dood zullen de overige dagboeken verschijnen.

## Vogels in het werk van anderen
Zoals vermeld speelt Vogels als 'Henriëtte' een rol in het literaire werk van J.J. Voskuil. In de dagboeken van Voskuil die sinds 2022 verschijnen komt ze voor onder haar voornaam Frida.
In de autobiografische roman Als het over liefde gaat uit 2019 beschrijft Jannah Loontjens haar - door een korte briefwisseling met Vogels geïnspireerde - zoektocht naar door Vogels beschreven Italiaanse landschappen.
In Parkeren in Hilversum van Detlev van Heest komt zij voor onder haar eigen naam, samen met haar Italiaanse echtgenoot Ennio en haar broer Kees Vogels.